# Пиеа
Пиѐа (на италиански: Piea; на пиемонтски: Pièja, Пиея) е село и община в Северна Италия, провинция Асти, регион Пиемонт. Разположено е на 275 m надморска височина. Населението на общината е 636 души (към 2010 г.).